# Parafia Najświętszego Serca Pana Jezusa w Chłopowie
Parafia pw. Najświętszego Serca Pana Jezusa w Chłopowie – parafia rzymskokatolicka, należąca do dekanatu Choszczno, archidiecezji szczecińsko-kamieńskiej, metropolii szczecińsko-kamieńskiej. W parafii posługują księża diecezjalni. Według stanu na wrzesień 2018 proboszczem parafii był ks. Dariusz Zając. 

## Miejsca święte

### Kościół parafialny
Kościół Najświętszego Serca Pana Jezusa w Chłopowie

### Kościoły filialne i kaplice
- Kościół św. Józefa Oblubieńca Najświętszej Maryi Panny w Objezierzu[1]
- Kaplica w Rębuszu[1]